# Orange Marine
 (janvier 2016).
Orange Marine ou FT Marine est une entreprise française spécialisée dans la pose de câbles sous-marins, créée en 1999, filiale à 100 % du groupe de télécommunications Orange. Elle est un des leaders mondiaux dans ce secteur avec Alcatel Submarine Networks.
Elle est un acteur en matière de pose de nouveaux câbles sous-marins, et de maintenance de câbles existants. Elle couvre tous les domaines de ces deux types d’activités, depuis la phase d’étude de la route et des fonds marins jusqu’aux atterrissements sur les plages. Elle opère avec six navires câbliers, trois sous pavillon français RIF (Registre international français, ex-Kerguelen) ; deux sous pavillon italien et un sous pavillon mauricien. Elle opère également depuis avril 2020 un navire de Survey sous pavillon italien. Orange Marine occupe 15 % du marché mondial.

## Historique juridique

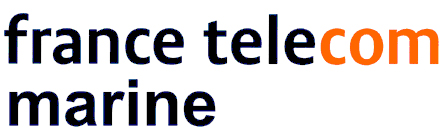
Ancien logo de France Télécom Marine.

L'activité de pose de câbles sous-marins a débuté en France à la fin du XIXe siècle. Elle est rattachée au ministère des Postes et Télécommunications, sous la forme d'une filiale du nom de Compagnie française des câbles sous-marins et de radio. En 1982, la société, qui dépend de la Direction Générale des Télécommunications via une nouvelle holding, COGECOM, chargée de rationaliser la gestion des filiales de droit privé du ministère, est rebaptisée « France Câbles Radio ». FT Marine est créée en 1999, juste avant le rachat l'année suivante de Orange par France Télécom. 
En octobre 2010, Orange Marine a pris le contrôle d’Elettra Tlc (jusque-là filiale du Groupe Telecom Italia). 

## Données économiques
En 2020, Orange Marine et Elettra représentent 15% du marché de la pose et des réparations de câbles sous-marins, leurs navires cabliers ont posé plus de 220 000 km de câbles à fibre optiques dans le monde entier et ont effectué près de 550 réparations, certaines par plus de 5500 mètres de profondeur.
En 2019,  la société a réalisé un chiffre d'affaires de 68 032 304,64 €.

## Activités de pose et de maintenance
Orange Marine pose des nouveaux câbles sous-marins et répare les liaisons coupées ou en panne sans interruption du trafic.
Les flottes d'Orange Marine et d’Elettra Tlc réalisent en moyenne entre 35 et 40 opérations par an, sur tous les océans.
Au total, ce sont plus de 188 000 kilomètres de câbles sous-marins fibre optique qui ont été posés par Orange Marine, dont 8 200 km ensouillés avec des charrues.
Les navires ont réalisé plus de 670 réparations sur des liaisons intercontinentales, dont certaines par 5500 mètres de profondeur.
Depuis 2004, Orange Marine a réalisé la pose et la maintenance de câbles en Afrique de l'Ouest, au Sénégal, au Cameroun, au Bénin, en Angola, au Nigeria et en Afrique du Sud, mais aussi en Afrique de l’Est, à La Réunion, Madagascar et l’Ile Maurice. Le N/C René Descartes a installé plusieurs grands systèmes en Asie : un projet reliant les différents pays d’Asie du Sud-Est autour de Singapour, deux projets domestiques reliant les îles indonésiennes de Java, Bornéo, Célèbes, Bali et Lombok. Le N/C Chamarel (ex-Vercors) a quant à lui posé près de 120 000 km de câbles ces quarante dernières années, soit l'équivalent de trois fois le tour de la Terre, un record mondial.

## Flotte

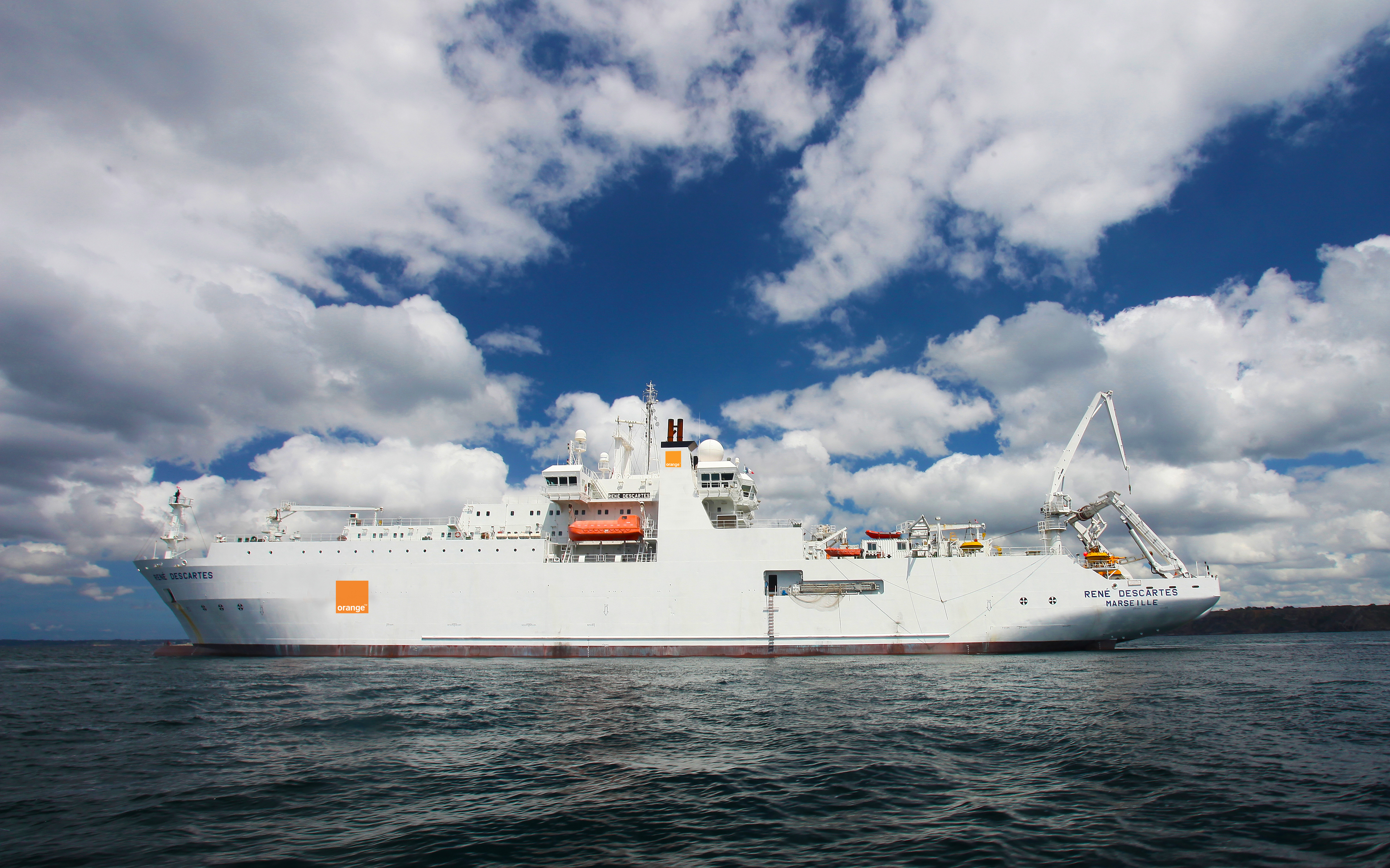
Le René Descartes, Navire câblier de la flotte Orange Marine.

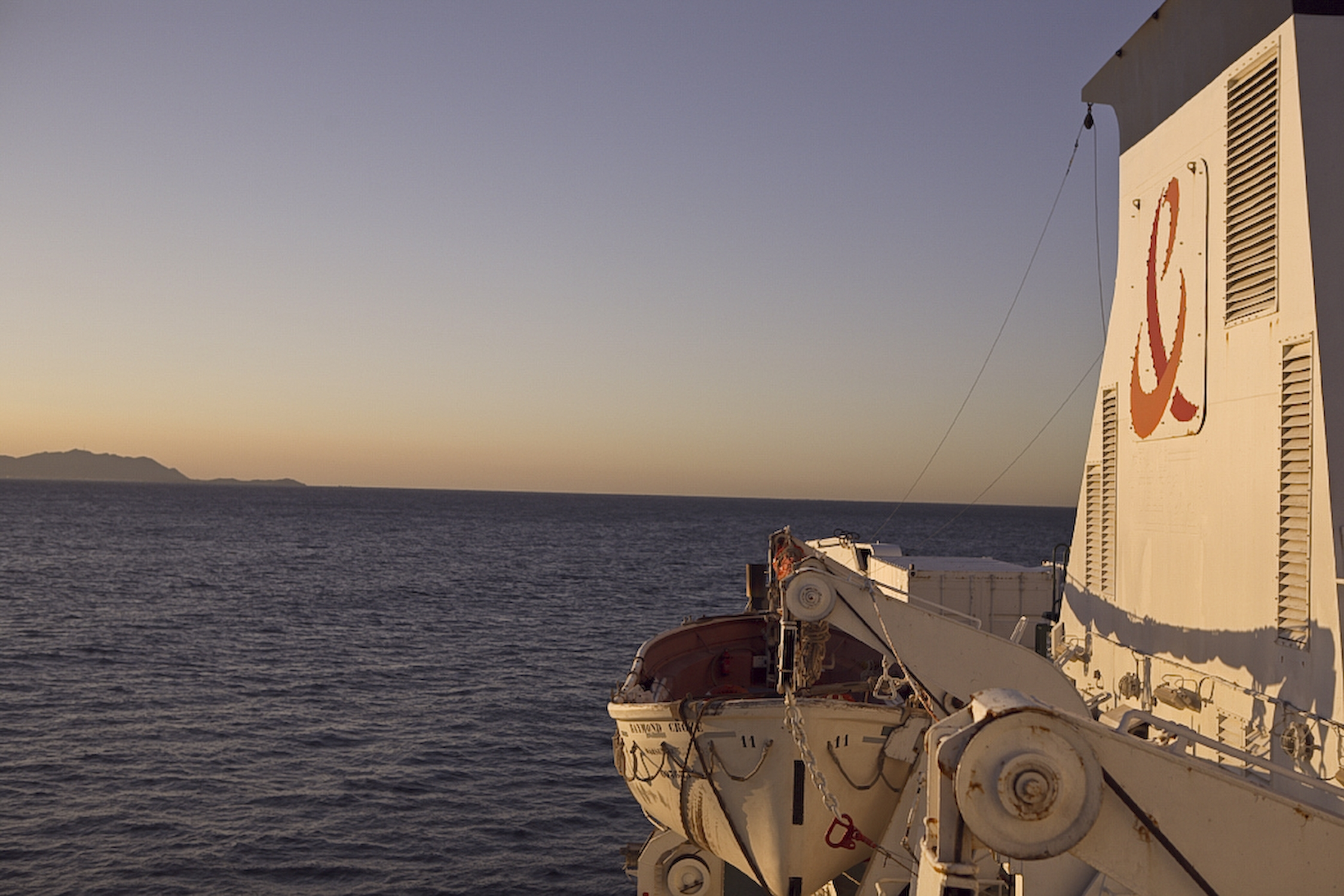
À bord du Raymond Croze.

Orange Marine et Elettra Tlc possèdent leur propre flotte de navires câbliers et une gamme complète d'engins sous-marins.
On distingue quatre zones d’intervention : ACMA (Atlantique et Europe du Nord), MECMA avec Elettra Tlc (Méditerranée, Mer Noire, Mer Rouge), Hémisphère Sud (Afrique de l’Ouest, du Sud et de l’Est) et l’océan Indien. Tous les câbles sous-marins d’un même bassin sont groupés dans un accord de maintenance.
Les navires appareillent depuis des ports étrangers, ou depuis des bases marines propres à l’entreprise :
- le N/C Léon Thévenin basé au Cap en Afrique du Sud.
- le N/C René Descartes, réalise des opérations de pose sur tous les océans du globe.
- le N/C Antonio Meucci (Elettra Tlc), basé à Catane en Sicile, assure avec le N/C Raymond Croze la maintenance des câbles sur la zone Méditerranée, Mer Noire, Mer Rouge.
- le N/C Teliri (Elettra), basé à Catane en Sicile, effectue des opérations de pose principalement autour du bassin méditerranéen.
- le N/C Pierre de Fermat, mis en service à l'automne 2014, (pour compenser la perte du Chamarel), basé à Brest à la BMA (Base Marine Atlantique), prend en charge la maintenance des câbles sous-marins dans la zone Atlantique et Europe du Nord[6]. Sa première mission a commencé le 10 novembre 2014[7].
- L'Urbano Monti  (Elettra Tlc), basé à Catane en Sicile, est un navire de survey (étude des fonds-marins).
- Le Sophie Germain, basé à La Seyne-sur-Mer et mis en service en septembre 2023, est un navire spécifiquement conçu pour la réparation des câbles sous-marins[8],[9],[10].

Pour protéger, inspecter et réparer les liaisons intercontinentales endommagées, Orange Marine conçoit, fabrique et opère, des engins sous-marins qui aident à la réalisation de ses missions. Ce matériel de détection, de pose et de maintenance du câble disponible à bord relève de la technologie de pointe : le ROV (Remotly Operated Vehicle) Hector permet de relever le câble, le tenir et le couper grâce à ses bras articulés. La charrue, Elodie, sert à ensouiller le câble dans des profondeurs importantes.

### Anciens navires
Le N/C Raymond Croze, basé à La Seyne-sur-Mer à la BMM (Base Marine Méditerranée), a opéré pour  la maintenance des câbles sur les zones Méditerranée, Mer Noire et Mer Rouge (1983-2024).

## Principaux incidents sur la flotte
Le 8 août 2012, un incendie non-maitrisé se déclare au bord du Chamarel, au large de la côte de Namibie, dans l’Océan Atlantique. Les causes de l'incendie ne sont pas connues et la décision est prise d’abandonner le navire vers 20h (heure locale). L’équipage, composé de 2 officiers français avec des marins sud-africains de l'agence  de "manning" Smit est sain et sauf et est ramené au port de Walvis Bay par un bateau de pêche namibien.
Le Chamarel s'échoue par la suite sur des bancs de sable à 40 kilomètres de Henties Bay juste au sud de Cape Cross, en Namibie. Aucune pollution des eaux environnantes n'est constatée par les autorités namibiennes.
Afin de remplacer sur zone le Chamarel, Orange Marine dépêche le Léon Thévenin.

## Enjeux pour le secteur des télécommunications
Avec le développement des réseaux d’entreprise et réseaux sociaux, du téléchargement et des échanges de données (vidéos, photos...), le volume d’informations écoulées augmente de façon exponentielle. Les infrastructures sont en constante évolution pour répondre aux besoins des clients qui requièrent toujours plus de bande passante et de puissance.
Pour permettre à tous de communiquer au-delà des mers et des frontières, il est nécessaire d’installer des câbles sous-marins par lesquels passent quasiment toutes les communications internationales. Les câbles à fibre optique très haut débit sont en effet la solution adéquate pour les territoires avec façade maritime ou accès par liaisons terrestres, alors que les capacités par satellite sont affectées sur les zones plus contraintes en termes d’accès ou/et de moindre densité de trafic. Ces câbles comptent près de 800 000 km d’infrastructure au fond des océans, l’équivalent de plus de 20 fois le tour de la terre.

## À bord d’un navire câblier
Les opérateurs doivent pouvoir compter sur des câbliers efficaces qui appareillent dans les 24 heures qui suivent la coupure, avec le câble de réserve et les éléments de jointage nécessaires à la réparation. Les câbliers sont capables de réaliser les opérations dans des conditions météorologiques difficiles.
L’équipage d’environ 50 marins, est composé d'une vingtaine de français (officier et maîtres), et de matelots malgaches, mis à disposition par une agence de "manning",,  et la mission, composée d’une douzaine de personnes (chef de mission, techniciens des télécoms, jointeurs, pilotes d’engins sous-marins) assurent des gardes. Ils sont alors disponibles 24 heures sur 24, 365 jours par an, afin de permettre au câblier d’appareiller en moins d’une journée pour se rendre sur une réparation de câble en défaut.
Les opérations sont réalisées en binôme : le commandant et son équipage gèrent la conduite du navire et la sécurité à bord, le chef de mission et son équipe de techniciens sont chargés des opérations techniques (travaux câbles, mesures, jointage, engins sous-marins), commerciales et de la relation avec le représentant du client embarqué pour la durée de la mission. Ces deux équipes travaillent en étroite collaboration pour assurer une qualité de service optimale aux clients, les consortiums d’opérateurs télécoms.
Les opérations de maintenance durent en moyenne de six à dix jours en fonction de la durée de transit sur zone de travaux. Chaque navire sort en moyenne 12 à 15 fois par an.